# Telefonata muta
La telefonata muta è una chiamata telefonica il cui destinatario, dopo aver risposto, non entra in comunicazione con nessuno.

## Tipi
Vi sono due tipi di telefonate mute:
- Nel primo tipo, la telefonata muta è un'azione di disturbo intenzionale, che può essere associato a forme di molestia o cyberbullismo. La telefonata in questo caso è effettuata con l'unica finalità di disturbare il destinatario, talvolta in orari notturni per interrompere il sonno o ripetutamente al fine di causare stress, ansia o sensazioni di inquietudine.

- Nel secondo tipo, le telefonate mute sono un effetto indesiderato dell'attività dei call center, che utilizzano un sistema computerizzato per comporre una grande quantità di numeri di telefono, la maggior parte dei quali vengono chiamati unicamente allo scopo di verificare quali utenti rispondono in quali momenti, senza che vi sia la reale necessità di un dialogo con un operatore reale. Nonostante quest'attività sia legale, è spesso malvista dagli intestatari delle utenze telefoniche, pertanto il Garante della Privacy ha stabilito alcune regole per l'effettuazione delle telefonate mute:
  - non possono effettuarsi più di 3 telefonate "mute" ogni 100 andate "a buon fine";
  - la chiamata "muta" deve interrompersi trascorsi 3 secondi dalla risposta dell´utente;
  - a seguito di una chiamata "muta", la stessa utenza non deve più essere chiamata per almeno cinque giorni;
  - l'eventuale successivo riuso di quel numero deve avvenire in modo da assicurare la presenza di un operatore.[2]